# Neopachygaster congoensis
Neopachygaster congoensis är en tvåvingeart som beskrevs av Lindner 1938. Neopachygaster congoensis ingår i släktet Neopachygaster och familjen vapenflugor. Inga underarter finns listade i Catalogue of Life.